# Contrôle au faciès en France
Le contrôle au faciès est, en France, une procédure de contrôle d'identité fondée sur l'apparence de la personne contrôlée. Il s'agit d'une pratique de profilage racial régulièrement considérée comme discriminatoire.

## Définition
Un contrôle d'identité en France doit permettre aux forces de l'ordre de déterminer quels individus sont susceptibles d'être ou d'avoir été impliqués dans des activités criminelles ou délictuelles. Un contrôle d'identité est dit « au faciès » lorsqu'il est fondé sur « l’appartenance ethnique, la religion ou l’origine nationale supposée, plutôt qu’à des soupçons raisonnables, des indices objectifs ou des critères liés au comportement des personnes concernées ».
En France, c'est une procédure discriminatoire selon les critères définis par le ministère de la justice. Ces critères sont notamment : l'âge, l'apparence physique, l'appartenance ou non à une ethnie, l'appartenance ou non à une nation, l'appartenance ou non à une religion déterminée, l'état de santé, l'identité de genre (ou sexuelle), l'orientation sexuelle, la grossesse, la situation de famille, le handicap, le patronyme, le sexe, les activités syndicales, les caractéristiques génétiques, les mœurs, les opinions politiques, l'origine et le lieu de résidence.
Au niveau international et en particulier dans le contexte anglo-saxon, le contrôle au faciès fait partie des pratiques de profilage racial.

## Une pratique avérée
Plusieurs rapports et études ont avéré l'existence et l'ampleur de la pratique des contrôles d'identité arbitraires.
Selon une étude réalisée en 2007 et 2008, « Police et minorités visibles : les contrôles d’identité à Paris », publiée en 2009 par l'Open Society Institute, « les contrôles d’identité effectués par les policiers se fondent principalement sur l’apparence : non pas sur ce que les gens font, mais sur ce qu’ils sont, ou paraissent être ». Fabien Jobard et René Levy, tous deux chercheurs en sociologie au CNRS, ont choisi cinq sites très fréquentés parmi les plus surveillés par la police de Paris (Gare du Nord Station, GDN-Thalys, GDN-RER, Châtelet-Station, Châtelet-Innocents). Dans un premier temps, ils ont recensé les types de personnes transitant par ces lieux : âge, sexe, origine ethnique, tenue vestimentaire et présence ou non de sac. Ces premières observations ont révélé une population de référence (37 833 personnes) composée à 57,9 % de personnes perçues comme « blanches », 23 % comme « noires », 11,3 % comme « arabes », 4,3 % comme « asiatiques », 3,1 % comme « indo-pakistanaises » et moins de 1 % comme d'une « autre origine ». La seconde phase a consisté à observer le travail policier dans les mêmes lieux et aux mêmes heures. Le suivi de 525 contrôles d'identité a permis de constater que les Noirs se faisaient contrôler, en moyenne, 6 fois plus que les Blancs, et les Arabes 7,8 fois plus. Idem pour les fouilles et palpations : 4 et 3 fois plus fréquentes pour ces populations. L'étude établit également que les jeunes portant certaines tenues vestimentaires (hip-hop, rap, gothique ou techno), soit 10 % de la population présente sur les lieux d'enquête, comptent pour 47 % des personnes contrôlées,.
Le rapport annuel de la Commission nationale de déontologie de la sécurité de 2010 signale que le recours aux palpations, lors des contrôles autorisés par le procureur (voir Motifs licites de contrôle[Quoi ?]) dans un secteur et une période de temps déterminés, est systématique.
En 2010, l'Agence des droits fondamentaux de l'Union européenne montre la fréquence des contrôles d'identité ou des contrôles routiers visant les personnes originaires d'Afrique du Nord ou d'Afrique subsaharienne en France. Elle représente, à l'échelle européenne, l'un des taux les plus élevés de contrôle affectant les minorités[réf. nécessaire].
En 2011, une enquête de l'Union européenne mettait en évidence le fait que « parmi les personnes issues de minorités résidant en France, 25 % signalaient avoir subi un contrôle policier au cours des deux années écoulées, contre seulement 10 % des individus appartenant à la population majoritaire »[réf. nécessaire].
En 2017, une enquête du Défenseur des droits, Jacques Toubon, réalisée en 2016 en France métropolitaine sur un échantillon représentatif de 5 117 personnes, révèle que les jeunes hommes « perçus comme noirs ou arabes » ont « une probabilité 20 fois plus élevée que les autres d'être contrôlés » et vivent « des relations plus dégradées avec les forces de l'ordre ».
Toujours selon le Défenseur des droits, la proportion de personnes interrogées ayant fait l’objet d’un contrôle d’identité serait passée de 16 % en 2016 à 26 % en 2024, et les jeunes hommes racisés ont quatre fois plus de risques de faire l’objet d’au moins un contrôle d’identité et douze fois plus de risques d’avoir un contrôle poussé que le reste de la pupulation,.

## Cadre juridique
Les contrôles d'identité sont encadrés par la loi, et les discriminations condamnées. Selon le Défenseur des droits, « les contrôles d’identité effectués de manière discriminatoire à l’égard de personnes, en raison de leur origine, de leur nationalité ou de leur couleur de peau appellent de la part des autorités l’adoption de mesures concrètes et fermes propres à prévenir et à réprimer ce type d’actes. »

### Contrôle d'identité
L'article 78-2 du code de procédure pénale prévoit les cas où les contrôles d'identité sont possibles :
- S'il existe une ou plusieurs raisons plausibles de soupçonner que cette personne : elle a commis ou tenté de commettre une infraction ; Ou se prépare à commettre un crime ou un délit ; Ou est susceptible de fournir des renseignements utiles à une enquête en cas de crime ou de délit ; Ou fait l'objet de recherches ordonnées par une autorité judiciaire.
- Sans condition, si la personne contrôlée se trouve dans une zone géographique et aux horaires indiqués par le procureur de la République. Ceci est le cas dans de nombreux quartiers populaires en France.
- Quel que soit le comportement de la personne contrôlée, au motif de « prévenir une atteinte à l'ordre public, notamment à la sécurité des personnes ou des biens ». Ce cas constitue bien un « permis illimité de contrôler » puisque le contrôle est possible quel que soit le comportement. Cet alinéa introduit le 10 août 1993 par Charles Pasqua alors ministre de l'Intérieur légalise des pratiques discrétionnaires dans les forces de l'ordre.
- Sans condition, dans les zones frontalières (dans un rayon de 20 kilomètres des frontières) et dans les ports, aéroports et gares ferroviaires ou routières ouverts au trafic international et désignés par arrêté.

L'article 67 du code des douanes ajoute que les officiers de police judiciaire et, sur l'ordre et sous la responsabilité de ceux-ci, les agents de police judiciaire et agents de police judiciaire adjoints, c'est-à-dire les policiers ou gendarmes, qu'ils soient en tenue ou non, peuvent procéder au contrôle d'identité pour les motifs précédemment cités. Les agents des douanes peuvent aussi « contrôler l'identité des personnes qui entrent dans le territoire douanier ou qui en sortent, ou qui circulent dans le rayon des douanes ».
S'il est obligatoire de se soumettre à un contrôle d'identité, il n'est pas illégal de ne pas avoir ses papiers d'identité sur soi. L'article 78-2 prévoit en effet que la personne contrôlée peut justifier son identité « par tout moyen ».
L'article 434-14 du code de la sécurité intérieure rappelle que la relation du policier ou du gendarme avec la population doit être « empreinte de courtoisie et requiert l’usage du vouvoiement », que ces fonctionnaires doivent être « respectueux de la dignité des personnes », et veiller « à se comporter en toute circonstance d'une manière exemplaire, propre à inspirer en retour respect et considération ».
Le tutoiement et les propos déplacés sont interdits aux policiers. L'article 434-16 alinéa 1er exige que « lorsque la loi autorise à procéder à un contrôle d’identité, le policier ou le gendarme ne se fonde sur aucune caractéristique physique ou aucun signe distinctif pour déterminer les personnes à contrôler, sauf s’il dispose d’un signalement précis motivant le contrôle ». Cet article interdit expressément les contrôles au faciès.
L'article R. 434-27 du code de la sécurité intérieure prévoit que « tout manquement du policier ou du gendarme aux règles et principes définis par le code de déontologie l'expose à une sanction disciplinaire en application des règles propres à son statut, indépendamment des sanctions pénales encourues le cas échéant ».
Les policiers ou les gendarmes doivent « se conformer aux prescriptions relatives à (leur) identification individuelle » (article R. 434-15 du code de la sécurité intérieure). Un arrêté du 24 décembre 2014 (publié au journal officiel no 0300 du 27 décembre 2014) précise que les policiers doivent être porteurs de « leur numéro d'identification individuel », y compris s'ils ne sont pas en tenue, le numéro devant alors être sur « l’un des moyens matériels d’identification », tel le brassard (article R. 434-15 du code de la sécurité intérieure).
Le code de la sécurité intérieure (article R. 434-16) réclame que « le contrôle d'identité se déroule sans qu'il ne soit porté atteinte à la dignité de la personne qui en fait l'objet ». Il affirme que « la palpation de sécurité ne revêt pas un caractère systématique et qu'elle est réservée aux cas dans lesquels elle apparaît nécessaire à la garantie de la sécurité du policier ou du gendarme qui l'accomplit ou de celle d'autrui. Elle a pour finalité de vérifier que la personne contrôlée n'est pas porteuse d'un objet dangereux pour elle-même ou pour autrui. Sans le soupçon de port d'arme, un contrôle d'identité ne débouche pas sur une palpation de sécurité.

### Discrimination
Telle que à l'article 225-1 du Code pénal : 

« Constitue une discrimination toute distinction opérée entre les personnes physiques à raison de leur origine, de leur sexe, de leur situation de famille, de leur grossesse, de leur apparence physique, de leur patronyme, de leur lieu de résidence, de leur état de santé, de leur handicap, de leurs caractéristiques génétiques, de leurs mœurs, de leur orientation ou identité sexuelle, de leur âge, de leurs opinions politiques, de leurs activités syndicales, de leur appartenance ou de leur non-appartenance, vraie ou supposée, à une ethnie, une nation, une race ou une religion déterminée. »

Cette définition trouve une portée fondamentale à l'article 1 de la Constitution qui garantit l'égalité devant la loi de tous les citoyens, sans distinction d‘origine, de race ou de religion. Le 5 août 1993, le Conseil Constitutionnel décide que « la pratique de contrôles d'identité généralisés et discrétionnaires serait incompatible avec le respect de la liberté individuelle ».
Selon les décisions de la Cour de cassation en date du 9 novembre 2016, le caractère discriminatoire d'un contrôle d'identité est une faute lourde qui engage la responsabilité de l'État pour fonctionnement défectueux du service de la justice sur le fondement de l'article 141-1 du Code de l'organisation judiciaire, et ouvre droit à une indemnisation des préjudices subis. La personne qui se prétend victime doit apporter les preuves factuelles (essentiellement des témoignages) laissant présumer une discrimination, alors que l'administration doit démontrer l'absence de discrimination ou du moins l'absence de différence de traitement qui ne soit pas justifiée par des éléments objectifs comme le signalement.

### Droit international
La France n'a ni signé ni ratifié le Protocole no 12 à la Convention européenne des droits de l'homme (STCE (no)) qui interdit la discrimination fondée sur la race, la couleur et plusieurs autres critères.

## Impacts des contrôles au faciès

### Impacts individuels
L'étude menée conjointement par le CNRS et Open Society Justice Initiative en 2011 montre l'impact des contrôles au faciès. Les différents témoignages récoltés au cours de l'étude montrent que les personnes victimes de contrôles répétitifs et arbitraires ont le sentiment d'être un citoyen de seconde zone. Ainsi du témoignage d'Adji Ahoudian, élu municipal à Paris :

« Vous vous dites : « cette carte d’élu est le signe de mon appartenance entière à la République Française ». Et puis, pouf. Quand arrive ce moment d’un contrôle d’identité discriminatoire, il y a soudainement un vieux souvenir qui resurgit. On se rend compte qu’on appartient à la République, qu’on y vit, mais qu’on n’est pas un citoyen à part entière, plutôt un citoyen entièrement à part. Quand on subit ce type de contrôle, c’est comme si on vous rappelait en permanence, à travers votre faciès, votre couleur de peau, que finalement vous n’êtes pas vraiment d’ici. Même quand vous êtes un élu de la République. »

Dans une tribune publiée par le Monde, le sociologue Didier Fassin parle de discrimination institutionnelle.
Selon le chercheur Mathieu Rigouste la « domination policière » a pour objectif de s'assurer que certains territoires considérés comme propices à l'insurrection restent sous domination étatique. Il évoque une intensification de la présence policière dans ses territoires au milieu des années 1990 et d'expérimentation de nouvelles « stratégies de maintien de l'ordre ».

#### Un sentiment d'humiliation
Dans le rapport sur « la base de l’humiliation : les contrôles d’identité abusifs en France », l'ONG Human Rights Watch alerte l'opinion publique et les responsables politiques sur le critère arbitraire des contrôles qui ont lieu même en l'absence d'un signe quelconque d'infraction, parfois accompagné de propos insultants, voire racistes, et d'un usage excessif de la force.
Dans un article paru dans le Nouvel Obs, Nadia M. décrit le contrôle brutal dont a été victime son mari comme « l’humiliation de sa vie ». Il avait selon les policiers « la gueule d’un fumeur de shit ».
Dans un rapport publié en juin 2020, Human Rights Watch France rapporte de nombreux cas de contrôles policiers au faciès et de fouilles corporelles sur des enfants et les traumatismes qui s'ensuivent.

#### Une atteinte aux droits fondamentaux
Dans sa recommandation de réforme, la plateforme « Pour en finir avec les contrôles au faciès » énonce que « la multiplicité des contrôles, la plupart du temps effectués sans critères précis, favorise des violations graves et répétées des droits fondamentaux, comme la liberté de circulation, la protection contre l’arbitraire, la protection de la vie privée et la non-discrimination. C’est particulièrement le cas des contrôles apparaissant comme uniquement fondés sur l’apparence ».

### Impacts sociétaux
Plusieurs études ont montré les impacts sociétaux de la pratique des contrôles au faciès. Cette dernière, parce qu'elle perpétue les stéréotypes sociaux et raciaux, serait en effet à l'origine d'une moindre efficacité des forces de l'ordre, d'une dégradation de la relation de la police avec la population, d'une baisse de la confiance en l'institution policière et d'une escalade de la violence.

#### Efficacité de la police réduite
Selon Emmanuel Blanchard, maître de conférences en Sciences politiques, « l’immense majorité des contrôles d’identité ne débouchent sur aucune autre suite policière que les éventuels incidents créés par les contrôles eux-mêmes » (refus d’obtempérer, outrages et violences à agents, etc.).
L'anthropologue Didier Fassin considère que ces contrôles nuisent à l'ordre social : « Les contrôles d’identité sans raison, hors de ces cadres, n’ont qu’une fonction : remettre les jeunes à leur place, et faire régner l’ordre au gré des policiers. Cette forme de contrôle social est inefficace du point de vue de la sécurité publique, car elle ne fait que tendre les relations entre les forces de l’ordre et les habitants des quartiers ».
Selon l'étude britannique The future of policing, seulement 15 % des infractions sont élucidées par la police agissant de sa propre initiative et sans coopération du public. Le nombre d'infractions résolues uniquement par des moyens médico-légaux représentent moins de 5 % de l'ensemble. Sans la coopération du public, la police a rarement la possibilité d'identifier ou d'appréhender des suspects, ou d'obtenir des condamnations.

#### Dégradation des relations entre les jeunes et la police et baisse de la confiance
D'après le rapport de 2008 la Commission nationale de déontologie de la sécurité a mis en garde contre le risque que la réaction disproportionnée de la police « [n’] aggrav[e] encore le déplorable fossé existant entre les forces de l’ordre et jeunes de quartiers défavorisés ».
Selon Yannick Danio, alors délégué national du syndicat Unité SGP Police : « Une police qui a la population contre elle ne peut pas fonctionner. Ce n’est pas possible. Les contrôles à répétition sont contre-productifs. Ça n’a ni queue ni tête ! ».

#### Escalade des violences
D'après Laurent Bonelli, enseignant chercheur à l'Université Paris-Ouest, la colère refoulée face aux abus de la police, entre autres (mais pas seulement) face aux contrôles d'identité abusifs, a joué un rôle significatif dans les grandes émeutes de 2005.

#### Perpétuation de stéréotypes sociaux et raciaux
Le profilage persiste précisément parce qu'il est le résultat d'une utilisation habituelle, et souvent inconsciente, de stéréotypes négatifs largement acceptés dans la prise de décision sur qui semble suspect ou qui est plus enclin à commettre certains types d'infractions.
Le dispositif expérimental (projet STEPSS « Strategies for Effective Police Stop and Search ») mené en 2007 par Open Society Justice Initiative et l'Union européenne, montre que l'instauration de bonnes pratiques, incluant notamment la remise d'un récépissé et une meilleure formation des policiers, a permis de diminuer les discriminations tout en améliorant l'efficacité de la police et de sa relation avec la population.

## Mobilisations

### Dynamiques de lutte
En France, plusieurs acteurs de la société civile se mobilisent sur le contrôle au faciès. Le site Quoimagueule plaide pour une réforme du cadre légal du contrôle d'identité. Il permet notamment d'interpeller les personnalités publiques et politiques sur cet enjeu.
La Maison Communautaire pour un Développement Solidaire, la Ligue des droits de l'homme, le Syndicat des avocats de France, le Syndicat de la Magistrature, Human Rights Watch, le Groupe d'information et de soutien des immigrés, FacièsB, le collectif stop le contrôle au faciès et Open Society Justice Initiative s'investissent aussi sur cette question. Selon plusieurs de ces associations, la France n’assure pas un encadrement suffisant, au regard des dispositions du code de procédure pénale et des exigences du droit international, ce qui favoriserait les contrôles discriminatoires en matière d’interpellations et de fouilles.
L'exposition L'Égalité trahie, installée place de la République à Paris en 2015, évoque, à travers une série de témoignages, les impacts des contrôles au faciès. Cette série, réalisée par le photographe Ed Kashi, accompagne le rapport du même nom.
En septembre 2013, l'IGPN a mis en place une plateforme pour signaler les abus policiers présumés. Pour certains, ce recensement ne peut être que partiel du fait d'un effet de résignation de la part des victimes d'abus policier ou de discrimination policière.

### Contentieux
Le 24 juin 2015, l'État est condamné en appel pour faute lourde pour contrôle au faciès en faveur de cinq des treize plaignants. Dans cette affaire, le juge s'est prononcé sur les obligations positives de l'État pour lutter contre les discriminations. Selon Libération, « une brèche dans le droit est créée ». L'État se pourvoit en cassation. Le 9 novembre 2016, la Cour de cassation condamne définitivement l'État dans trois dossiers, arguant qu'« un contrôle d'identité fondé sur des caractéristiques physiques associées à une origine réelle ou supposée, sans aucune justification objective préalable, est discriminatoire : il s'agit d'une faute lourde ». Six hommes qui n'ont pas obtenu gain de cause en cassation saisissent la CEDH, qui donne raison à l'un d'entre eux, qui avait subi trois contrôles d’identité non motivés en dix jours, et condamne la France.
En octobre 2018, trois lycéens de Seine-Saint-Denis assignent l'État à comparaitre devant le TGI de Paris pour faire reconnaître le contrôle au faciès après que leur groupe scolaire a été l'objet de deux contrôles successifs en Gare du nord. Ils sont déboutés en première instance fin 2018. En juin 2021, l'état français est condamné pour faute lourde, la cour d'appel de Paris considérant ce contrôle « discriminatoire »; selon les juges en effet, « les caractéristiques physiques des personnes contrôlées – notamment leur origine, leur âge et leur sexe – ont été la cause réelle du contrôle et mettent en évidence une différence de traitement laissant présumer l’existence d’une discrimination ». Les lycéens avaient été déboutés en première instance.
Une action de groupe est lancée par six associations contre l’État français en janvier 2021,. Après expiration du délai de réponse, elles saisissent le Conseil d’État le 22 juillet,. Le Conseil d’Etat examine ce dossier le 29 septembre 2023,, et rejette la requête en octobre, estimant que « les mesures demandées par les associations visent en réalité à une redéfinition générale des choix de politique publique en matière de recours aux contrôles d’identité (...) qui ne relèvent pas des pouvoirs du juge administratif ».

## Débat politique

### Propositions de loi
La lutte contre le contrôle au faciès - notamment par l'instauration du récépissé, - fait partie des débats et propositions de loi récurrents.
Dès octobre 2012, le député PS de Seine-Saint-Denis Razzy Hammadi s'appuie sur un rapport du défenseur des droits appelant à une expérimentation pour relancer le sujet. En 2013, c'est lors du congrès du Parti socialiste que les frondeurs réclament au patron du groupe socialiste au palais Bourbon de faire renaître le débat.
Le 6 février 2013, la députée PCF de Seine-Saint-Denis, Marie-George Buffet, annonce avoir déposé une proposition de loi visant à créer des récépissés pour « éviter les dérives » lors des contrôles d'identité, une promesse de campagne qui avait été enterrée par le gouvernement. L'idée d'un récépissé a été enterrée à la suite des réserves émises par les syndicats de police et par le ministre de l'Intérieur, Manuel Valls, qui privilégie le retour des matricules sur les uniformes. En juin 2020, Jean-Marc Ayrault exprime ses regrets : « J'ai tenté de mettre en place cette manière de contrôler et puis finalement nous avons renoncé face à une forme de corporatisme qui s’est exprimée comme si nous allions porter atteinte à l’honneur des policiers. Il faut revenir sur ces sujets de façon concrète, claire et ambitieuse pour recréer un climat de confiance ».
Le 30 juin 2016, par 55 voix contre 18, et six abstentions, l'Assemblée nationale rejette une expérimentation sur l'instauration de récépissés de contrôles d'identité dans le projet de loi « égalité et citoyenneté ».

### Prises de position publiques
En mars 2011, Claude Guéant, alors ministre de l'Intérieur, affirme que la police et la gendarmerie devraient « reprendre des contacts plus systématiques avec la population » et s'engage à ce que son ministère travaille à améliorer la relation entre les policiers et la population. Depuis, la Préfecture de police de Paris a lancé une initiative sur le thème des relations entre la police et les citoyens, incluant des activités de sensibilisation telles que des consultations dans les quartiers exposés aux conflits.
En 2012, la lutte contre le contrôle au faciès constitue la 30e proposition du candidat François Hollande.
En mars 2016, le ministre de l'Intérieur Bernard Cazeneuve affirme devant l'Assemblée nationale lors de l'examen de la réforme pénale, notamment sur la proposition de délivrer des récépissés de contrôle d'identité, que les contrôles d'identité au faciès sont un phénomène « tout à fait marginal ». À la suite de cette controverse, un collectif d’associations, d’ONG et de syndicats publie un communiqué dénonçant le déni de cette pratique, un déni rendu possible par l’absence de chiffres.
Auteure d'une proposition de loi sur les contrôles au faciès, la sénatrice Esther Benbassa (Europe Écologie Les Verts) plaide pour une loi sur le sujet, plutôt qu'une simple circulaire. « Cela peut donner un signal pour une société où le vivre ensemble serait possible », explique-t-elle. Reçue par le cabinet de Manuel Valls le 14 juin, elle estime ne pas avoir vu beaucoup d'avancées.
Pendant la primaire citoyenne de 2017, le député socialiste Benoît Hamon, qui était déjà exprimé sur cette question en 2015, et engagé pour tenter de faire adopter un amendement expérimentant le récépissé de contrôle d'identité dans le cadre du projet de loi Égalité et citoyenneté en juin 2016, en fait l'une de ses mesures de son projet présidentiel,. En janvier 2017, le Défenseur des droits Jacques Toubon rend publique une enquête menée sur 5 000 personnes tendant à montrer que les jeunes hommes perçus comme « noirs ou arabes » risqueraient 20 fois plus de subir des contrôles d'identité.
En décembre 2020, à la suite de l'affaire Michel Zecler, Emmanuel Macron admet pour la première fois que des contrôles d’identité de la police peuvent être discriminatoires et annonce la mise en place d'une plateforme de signalement. Le président avait notamment déclaré : « Aujourd’hui, quand on a une couleur de peau qui n’est pas blanche, on est beaucoup plus contrôlé […]. On est identifié comme un facteur de problème et c’est insoutenable ». Ses propos entraînent la colère de deux syndicats de police,. Dans les jours qui suivent, interrogé sur le sujet dans une interview sur BFMTV, Gérald Darmanin répond qu' « il y a un sentiment parfois de ‘c’est toujours les mêmes’, mais il faut aussi voir que c’est toujours les mêmes qui trafiquent la drogue, toujours les mêmes qui emmerdent les filles dans le métro, toujours les mêmes qui insultent le professeur.». En avril 2021, Emmanuel Macron déclare : « Si dans tous les sondages, toutes les enquêtes de terrain, des jeunes vous disent qu’ils subissent des contrôles au faciès, leur dire : 'non, il n’y en a pas, c’est un sentiment que vous avez', c’est aussi insensé que d’aller expliquer à des gens: 'vous avez peut-être un sentiment d’insécurité mais ce n’est pas une réalité' ». Selon Le Monde en juillet : « La pratique des contrôles au faciès, systématiquement niée ou minimisée par la hiérarchie du ministère de l’intérieur comme la conséquence de dérapages ou de cas isolés, est pourtant dénoncée de longue date au sein même de l’institution par les policiers de terrain, premiers concernés. Sous réserve d’anonymat, plusieurs d’entre eux, interrogés par Le Monde, n’hésitent pas à évoquer une pratique « généralisée, toujours entourée d’une véritable omerta », parfois « devenue un réflexe acquis dès la sortie d’école, au contact de gradés pour lesquels c’est totalement anodin ».

## Ailleurs dans le monde

### En Europe
Au Royaume-Uni, Release and StopWatch lutte contre les contrôles au faciès à travers le programme Ystop. L'objectif est de donner aux jeunes les outils pour interagir sur un pied d'égalité avec la police en leur apportant les connaissances et les compétences suffisantes pour qu'ils puissent défendre leurs droits. La structure a mis en ligne des vidéos de sensibilisation disponibles sur YouTube ; elle a mis en place des programmes de formation par et pour les jeunes ; et elle a développé une application qui permet d'enregistrer les contrôles policiers.
Le Royaume-Uni oblige les policiers qui effectuent régulièrement des contrôles et des fouilles à émettre un formulaire de contrôle, et des municipalités d'Espagne et de Hongrie ont mis en œuvre des projets pilotes en la matière.

### Aux États-Unis
Aux États-Unis, l'American Civil Liberties Union (ACLU) établit des rapports et mène des démarches de contentieux pour lutter contre le profilage ethnique, notamment contre le FBI.
Fruit d'une collaboration entre une équipe de chercheurs et des habitants du quartier, le Morris Justice Project documente les expériences de maintien de l'ordre, plaide pour une réforme de la police et agit contre le contrôle au faciès. En septembre 2012, l'équipe du programme a fait projeter sur la façade d'un immeuble du Bronx les résultats chocs d'une enquête sur les actes policiers pratiqués dans le quartier ainsi que deux films.
Aux États-Unis l'interpellation et la fouille par palpation de piétons (stop and frisk (en)) nécessite de remplir un récépissé mentionnant notamment le motif ou soupçon ayant donné lieu au contrôle ainsi que l'origine ethnique, permettant de collecter les données pour éviter les abus. Ainsi, le programme stop-and-frisk de New York (en) a suscité manifestation et polémique, ; il a été considéré en 2013 par la juge fédérale Shira Scheindlin (en) que « Les plus hauts responsables de la ville ont délibérément fermé les yeux alors qu'il y avait des preuves irréfutables que les policiers usaient de cette pratique de façon discriminatoire ».